# Julius Endlweber

Julius Endlweber (né le 17 avril 1892 à Vienne, mort le 6 mai 1947 à Vienne) est un peintre autrichien paysagiste, notamment de vedutas.
On connaît peu la vie de Julius Endlweber sauf quelques dates importantes : En 1919 il a présenté son travail au salon d'hiver à la maison des arts de Vienne et en 1953 réapparaissent avec la mention d'artiste inconnu des œuvres symbolistes et sombres Guerre civile, Épidémie de peste et Champ de bataille déserté qui sont maintenant exposés au Heeresgeschichtliches Museum de Vienne. Ses dessins ont été achetés par l'Oesterreichische Nationalbank.

## Source, notes et références
- (de) Cet article est partiellement ou en totalité issu de l’article de Wikipédia en allemand intitulé « Julius Endlweber » (voir la liste des auteurs).